# Ursa turbinata
Ursa turbinata là một loài nhện trong họ Araneidae.
Loài này thuộc chi Ursa. Ursa turbinata được Eugène Simon miêu tả năm 1895.